# Scindapsus suffruticosus
Scindapsus suffruticosus  Alderw. – gatunek wieloletnich, wiecznie zielonych pnączy z rodziny obrazkowatych, pochodzących z Sumatry.